# Cantonul Aignan
Cantonul Aignan este un canton din arondismentul Mirande, departamentul Gers, regiunea Midi-Pyrénées, Franța.

## Comune
| Comune                  | Populație (1999) | Cod poștal | Cod INSEE |
| ----------------------- | ---------------- | ---------- | --------- |
| Aignan                  | 842              | 32290      | 32001     |
| Avéron-Bergelle         | 176              | 32290      | 32022     |
| Bouzon-Gellenave        | 167              | 32290      | 32063     |
| Castelnavet             | 155              | 32290      | 32081     |
| Fustérouau              | 114              | 32400      | 32135     |
| Loussous-Débat          | 56               | 32290      | 32218     |
| Lupiac                  | 312              | 32290      | 32219     |
| Margouët-Meymes         | 173              | 32290      | 32235     |
| Pouydraguin             | 136              | 32290      | 32325     |
| Sabazan                 | 135              | 32290      | 32354     |
| Saint-Pierre-d'Aubézies | 74               | 32290      | 32403     |
| Sarragachies            | 265              | 32400      | 32414     |
| Termes-d'Armagnac       | 215              | 32400      | 32443     |